# Croom (Maryland)
Pour les articles homonymes, voir Croom.
 (juillet 2025).
Croom est une census-designated place située dans le comté du Prince George, dans l’État du Maryland, aux États-Unis. Lors du recensement de 2020, elle comptait 2 720 habitants.